# Ткачик каштановий
Тка́чик каштановий (Ploceus rubiginosus) — вид горобцеподібних птахів ткачикових (Ploceidae). Мешкає в Східній і Південній Африці.

## Опис
Довжина птаха становить 14 см, самці важать 27—28 г, самиці 25—31 г. У самців під час сезону розмноження голова чорна, спина і нижня частина тіла темно-каштанові, крила і хвіст чорнуваті з жовтими краями. Самці під час негніздового періоду, самиці й молоді птахи мають коричнювате забарвлення, верхня частина тіла в них поцяткована чорними смугами, нижня частина тіла — білими смугами, на грудях широка охриста смуга, поцяткована чорними смужками.

## Підвиди
Виділяють два підвиди:
- P. r. rubiginosus (Cassin, 1850) — від крайнього півдня Південного Судану, Ефіопії і Еритреї до Центральної Танзанії;
- P. r. trothae (Heuglin, 1867) — Південно-Західна Ангола, Північна Намібія і Північно-Західна Ботсвана.

## Поширення і екологія
Каштанові ткачики мешкають у Південному Судані, Ефіопії, Еритреї, Сомалі, Уганди, Кенії, Танзанії, Анголи, Ботсвани і Намібії. Вони живуть у сухих чагарникових і акацієвих заростях, зустрічаються на висоті до 2000 м над рівнем моря. Живляться переважно насінням, а також комахами, зокрема термітами і нектаром алое. Каштанові ткачики є полігамними, на одного самця припадає кілька самиць. Гніздяться великими колоніями.